# Heidi Senger-Weiss
Heidegunde „Heidi“ Senger-Weiss (* 20. Mai 1941 in Wien als Heidegunde Weiss; † 19. Oktober 2023 in Bregenz) war eine österreichische Logistikunternehmerin. Sie wurde für ihre Verdienste im Bereich der Transportlogistik 2015 als erste Frau in die Logistics Hall of Fame aufgenommen und ist auch als „Grande Dame der Österreichischen Transportlogistik bekannt.“

## Leben
Heidi Weiss wurde am 20. Mai 1941 als einzige Tochter von Gertrude und Ferdinand Weiss in Wien geboren und wuchs in Bregenz (Vorarlberg) auf, wo sie zunächst die Volksschule und dann das Realgymnasium besuchte. 1963, nach ihrem Abschluss als Diplom-Kauffrau an der Wirtschaftsuniversität Wien, absolvierte sie ein zweijähriges Speditionspraktikum in der Schweiz, den Niederlanden und den Vereinigten Staaten von Amerika. Im Anschluss daran stieg sie 1965 ins Familienunternehmen Gebrüder Weiss ein. Nur drei Jahre später, nach dem überraschenden Tod ihres Vaters, übernahm die damals 27-Jährige gemeinsam mit ihrem Ehemann Paul Senger-Weiss die Geschäftsleitung der Spedition. Unter ihrer Führung wurde die Gebrüder Weiss OHG 1972 in eine GmbH umgewandelt. Neben der Modernisierung der Anlagen sowie der Expansion in die mittel- und osteuropäischen Länder und nach China begründete Senger-Weiss 1988 auch den Paketdienst APS Austria Paket System (heute DPD Austria) mit. Nach 36 Jahren als Geschäftsführerin und Vorstandsvorsitzende der Gebrüder Weiss, in denen sich das Unternehmen zum größten österreichischen Logistikdienstleister entwickelte, wechselte Heidi Senger-Weiss 2005 in den Aufsichtsrat, in dem sie bis 2015 den Vorsitz innehatte.
2015 wurde sie als erste Frau in die Logistics Hall of Fame aufgenommen, da sie, wie es in der Begründung der Jury heißt, „durch zahlreiche Impulse in der Unternehmensführung, Internationalisierung und Mitarbeitermotivation die Wettbewerbsfähigkeit der Transportlogistik über die Grenzen Österreichs hinaus positiv beeinflusst und damit zur Professionalisierung der Transportlogistikbranche maßgeblich beigetragen“ hat. Im gemeinsam mit ihrem Ehemann herausgegebenen und beim Christian Brandstätter Verlag erschienenen WeissBuch3 (2010) wird die mehr als 500 Jahre zurückreichende Geschichte des traditionsreichen Logistikunternehmens dokumentiert. Nach eigenen Angaben sei die Firma Gebrüder Weiss "das älteste Transport- und Logistikunternehmen der Welt und bis heute in Familienbesitz".
Heidi Senger-Weiss starb im Oktober 2023 im Alter von 82 Jahren in Bregenz.

## Auszeichnungen
- 2003: Die Wirtschaftsuniversität Wien zeichnet Heidi und Paul Senger-Weiss als „WU-Manager des Jahres“ aus
- 2005: Verleihung des Silbernen Ehrenzeichens des Landes Vorarlberg
- 2013: Heidi und Paul Senger-Weiss erhalten von der Wirtschaftskammer Österreich (WKO) den erstmals vergebenen Hermes-Logistikpreis für ihr Lebenswerk
- 2015: Heidi Senger-Weiss wird als erste Frau in die Logistics Hall of Fame aufgenommen[1]
- 2022: Großes Silbernes Ehrenzeichen der Republik Österreich[6]